# Long Thanh Tuyền
Long Thanh Tuyền (giản thể: 龙清泉; phồn thể: 龍清泉; bính âm: Lóng Qīngquán) sinh ngày 3 tháng 12 năm 1990 tại Long Sơn, Tương Tây, tỉnh Hồ Nam, Trung Quốc, là một nam vận động viên cử tạ Trung Quốc. Anh từng 2 lần giành huy chương vàng Thế vận hội ở nội dung dưới 56 kg của nam.